# Times Union Center
Il Times Union Center (originariamente Knickerbocker Arena) è un'arena situata ad Albany, nello Stato di New York.